# Paronychia mexicana
Paronychia mexicana är en nejlikväxtart. Paronychia mexicana ingår i släktet prasselörter, och familjen nejlikväxter.

## Underarter
Arten delas in i följande underarter:
- P. m. mexicana
- P. m. montana